# Grabówka-Kolonia (województwo lubelskie)
Grabówka-Kolonia – kolonia w Polsce położona w województwie lubelskim, w powiecie kraśnickim, w gminie Annopol.
W latach 1975–1998 miejscowość należała administracyjnie do województwa tarnobrzeskiego.
Wieś stanowi sołectwo gminy Annopol.